# Siljansbygden
Siljansbygden är ett begrepp som omfattar kommunerna Leksand, Mora, Orsa och Rättvik, samtliga belägna nära sjön Siljan i mitten av Dalarna.

## Evenemang & sevärdheter
- Vasaloppet
- Dalhalla
- Tomteland
- Leksands Sommarland
- Classic Car Week
- Orsa Rovdjurspark
- Långbryggan
- Zorngården och Zornmuseet